# ۱۳ شعبان
۱۳ شعبان، سیزدهمین روز از ماه شعبان در تقویم هجری قمری است.
در تقویم هجری قمری قراردادی این روز دویست و بیستمین روز سال است.
== مناسبت‌ها ==تولد مهدی ارباب‌هافرزند عبدالله (امیر)
شب سیزدهم
مستحب است در هر یک از ماه رجب و شعبان ورمضان، در شب سیزدهم دو رکعت نماز اقامه شود که در هر رکعت حمد یک مرتبه و یس وتَبارَکَ المُلْکُ و توحید خوانده شود.

## وقایع
== زادگان ==مهدی اربابها فرزند عبدالله(امیر)۱۳شعبان۱۳۹۹